# Pinko
Pinko è una azienda di abbigliamento fondata nel 1986 a Fidenza.

## Storia
Nel 1980 Pietro Negra e Cristina Rubini aprono a Fidenza la Cris Conf, produttrice di alcuni marchi di moda. Alla fine degli anni ottanta Negra e Rubini decidono di lanciarsi direttamente nel mercato dell'abbigliamento fondando il marchio Pinko, la cui produzione si concentra su una moda-pronta destinata al pubblico giovane. Viene quindi lanciata  una innovativa strategia di mercato di collezioni "flash", commercializzate a cadenza settimanale.
Negli anni novanta il marchio Pinko viene lanciato sul mercato del prêt-à-porter femminile non solo giovanile, rivolgendo i propri capi anche alle donne più adulte, abbandonando contemporaneamente il concetto di collezioni "flash" e concentrandosi su proposte coordinate, per rendere il marchio Pinko più distinguibile sul mercato.
All'inizio degli anni duemila Pinko espande la propria distribuzione tramite franchising sul mercato internazionale. In questi anni si contano 800 punti vendita nei negozi multimarca e circa 70 boutique monomarca. Nel 2002 il fatturato dell'azienda cresce a circa 50 milioni di euro, undici anni più tardi, nel 2013, tocca i 165 milioni.
Nel 2014 Pinko, che conta 150 negozi monomarca nel mondo, 1400 clienti multibrand e 8 outlet store in Italia, avvia un piano di ristrutturazione aziendale annunciando un taglio di 44 dipendenti. Tale scelta, secondo fonti del sindacato di Parma, deriva da una forte contrazione del mercato interno e un calo degli utili negli ultimi due anni quantificato nell'ordine dell'80%. Nel 2016 la società, che raggiunge i 195 milioni di euro di ricavi, entra nel progetto Elite di Borsa italiana.
Nel 2017 la società, in cui sono entrate da tempo anche le figlie di Pietro Negra e Cristina Rubini, Cecilia e Caterina, raggiunge i 207 milioni di ricavi con l'export che incide per il 55% grazie a 200 monomarca di proprietà e in franchising.

## Testimonial
Fra le modelle che hanno prestato la propria immagine per le campagne pubblicitarie Pinko, si possono citare Naomi Campbell, Eva Herzigová, Elle MacPherson, Frankie Rayder, Erin Wasson, Carmen Kass. Nel 2007 la cantante Mariah Carey è stata la protagonista degli spot televisivi della Pinko.